# Masakra w Andiżanie
Masakra w Andiżanie – wydarzenia w uzbeckim mieście Andiżan z 13 maja 2005 roku, gdzie doszło do masakry cywilów protestujących przeciw represyjnej polityce władz.

## Przebieg wydarzeń
23 czerwca 2004 roku w Andiżanie aresztowano przywódców opozycyjnej do władz nieformalnej grupy biznesowo-religijnej Akromija, cieszącej się popularnością wśród mieszkańców Uzbekistanu. Zatrzymanych oskarżono o ekstremizm religijny. Aresztowanie liderów organizacji doprowadziło na początku maja do wybuchu protestów. 11 maja 2005 roku ogłoszono wyroki dla aresztowanych. W godzinach porannych 13 maja 2005 roku uzbrojeni napastnicy zaatakowali kilka budynków rządowych i włamali się do miejskiego więzienia, gdzie uwolnili 23 członków Akromiji. Następnie napastnicy nawoływali mieszkańców miasta do zebrania się na głównym placu miasta, gdzie mieli zaprotestować przeciwko represjom politycznym i złej sytuacji materialnej. Na placu zgromadziło się kilka tysięcy osób.
Tego samego władze wysłały do Andiżanu wojska wewnętrzne, które otworzyły ogień do protestujących. Około godziny siedemnastej uzbeckie siły rządowe zamknęły plac. Po ucieczce protestujących na północ miasta, siły rządowe zaatakowały tłum. Według niepotwierdzonych nigdy danych wojsko zabiło od 800 do 1500 osób. Według oficjalnych danych w zamieszkach zginęło 187 osób. Zdaniem władz większość ofiar stanowili „uzbrojeni terroryści”. Wielu mieszkańców miasta uciekło do Kirgistanu. Z Biszkeku uchodźców zabrano do Rumunii, a następnie przyznano im schronienie w Europie i Stanach Zjednoczonych.
Po masakrze w Andiżanie oskarżono prezydenta Isloma Karimova o sprowokowanie zajść. Władze początkowo twierdziły, że protestujących zabili uzbrojeni bojownicy. W lutym 2020 roku zastępca prokuratora generalnego Uzbekistanu Swietłana Artikowa przyznała, że za wydarzeniami w Andiżanie stoją siły rządowe.

## Następstwa
Masakra w Andiżanie spotkała się z negatywną reakcją rządów Unii Europejskiej i Stanów Zjednoczonych. Po zażądaniu powołania komisji badającej te wydarzenia, Taszkent zerwał stosunki dyplomatyczne ze Stanami Zjednoczonymi. Państwa zachodnie wprowadziły embargo na broń i podniosło restrykcje w procedurach wizowych dla urzędników z Uzbekistanu. W odpowiedzi Islom Karimov wymówił możliwość stacjonowania baz amerykańskich w Uzbekistanie. Władimir Putin wyraził poparcie dla decyzji władz Uzbekistanu. Po ochłodzeniu relacji między Uzbekistanem a Stanami Zjednoczonymi i Unią Europejską doszło do wzmocnienia relacji między Uzbekistanem a Rosją.